# Kiutu
Kiutu ist ein Verwaltungsbezirk (Ward) des Distrikts Arusha DC in der tansanischen Region Arusha.

## Geografie
Kiutu liegt im Norden von Tansania, am nordöstlichen Stadtrand der Regionshauptstadt Arusha. Der Bezirk grenzt im Norden an das Meru-Forstreservat, im Osten an den Bezirk Sokoni II, im Süden an Kimandolu und Sekei des Distrikts Arusha (CC) und im Westen an die Bezirke Moivo und Oltoroto.
Kiutu hat eine Fläche von 6 Quadratkilometern. Bei der Volkszählung 2022 lebten hier 22.874 Menschen in 6981 Haushalten.

## Gliederung
Der Bezirk besteht aus vier Gemeinden (Mtaa) mit 15 Orten (Kitongoji):
| Sekei - Menyembere - Mbaavai - Meng'oriki - Jordan - Kivesi | Naurei - Sokon Barazani - Osyaiti - Emayana | Engorika - Embalakai - Rikoyan - Muruve - Kailas | Olgilai - Kimelok - Laizer - Kivesi |

## Wirtschaft und Infrastruktur
- Gesundheit: Im Bezirk befindet sich eine staatliche Apotheke.[8]
- Bildung: In Kiutu wurde 2022 mit dem Bau der Kiutu Secondary School, der ersten weiterführenden Schule des Bezirks, begonnen.[9]